# Sandra Harding
Sandra G. Harding (29 de marzo de 1935-6 de marzo del 2025) fue una filósofa y feminista estadounidense. Obtuvo su doctorado por la Universidad de Nueva York en 1973. Sus trabajos se enmarcan dentro de la Filosofía de la Ciencia, la epistemología feminista, la Teoría postcolonial y la metodología en investigación. Hasta su fallecimiento, Harding era profesora emérita en la Universidad de California en Los Ángeles.
Harding fue la primera directora del 'Centro de estudio de la mujer' de la Universidad de California en Los Ángeles (1996-2000), y codirectora de la prestigiosa revista feminista publicada por University of Chicago Press, Signs: Journal of Women in Culture and Society (2000-2005). También trabajó como profesora en la Universidad de Delaware, y ha sido profesora invitada en la Universidad de Ámsterdam, la Universidad de Costa Rica y la Escuela politécnica federal de Zúrich, Suiza. 
Harding ha contribuido al desarrollo de la Teoría del punto de vista, siendo una de las fundadoras del campo de la Epistemología Feminista, así como a los Estudios de ciencia, tecnología y género. Sus contribuciones en estas áreas, así como su aproximación y crítica al concepto de objetividad en la ciencia, han sido de gran influencia para las Ciencias Sociales y para la Filosofía, y ha generado discusiones en el campo de las Ciencias Naturales. 
Sandra Harding ha sido consultada por numerosos organismos acerca de temas relacionados con el feminismo y la ciencia postcolonial, como son por ejemplo la Organización Panamericana de la Salud, el Fondo de Desarrollo de las Naciones Unidas para la Mujer y la Comisión de Ciencia y Tecnología para el Desarrollo de la Organización de las Naciones Unidas (ONU). Fue invitada como coautora en un capítulo del World Science Report de la Unesco de 1996.
Harding participó del debate acerca de la neutralidad de la ciencia en lo que se ha venido a llamar las Guerras de la ciencia.